# Franz Königshaus
Franz Bernhard Königshaus (* 10. April 1906 in Wegeleben; † 5. Mai 1993 in Düsseldorf) war als SS-Hauptsturmführer im Reichssicherheitshauptamt (RSHA) Referatsleiter der Abteilung IV A 1c für die Exekution von mehr als 5000 Kriegsgefangenen im Zweiten Weltkrieg mit verantwortlich.

## Polizeidienst, Gestapo und Gestapa Berlin
Königshaus stammte aus einer streng religiös geprägten katholischen Familie. In Magdeburg bestand er im Jahr 1926 die Prüfung zum Abitur. Für seine berufliche Laufbahn wählte er die Schutzpolizei aus. Im Jahre 1931 gehörte er zur Verkehrspolizei. Im Polizeipräsidium Magdeburg war er 1934 als Inspektor im Verwaltungsdienst tätig.
Im Jahr 1935 wechselte er zur Staatspolizeistelle Magdeburg. Im August des Jahres 1935 heiratete er noch kirchlich, um ein Jahr später aus der Kirche auszutreten. Der Grund dafür war offensichtlich eine Versetzung zum Geheimen Staatspolizeiamt Berlin (Gestapa Berlin) im Jahre 1936, wo er im Referat Kirchen eingesetzt wurde.

## Mitglied der SS, des SD, der NSDAP und Dienst im RSHA
Am 1. Juni 1938 erfolgte sein Eintritt in die SS (SS-Nr. 290 942) als SS-Untersturmführer. Am 9. November 1938 wurde er Angehöriger des SD. Am 20. April 1939 wurde er zum SS-Hauptsturmführer befördert.
Im September 1939 wurde er im RSHA im Referat IV C 2 Sachbearbeiter für Fragen der Schutzhaft. Es folgte eine Versetzung ins Referat IV D 1 für Böhmen und Mähren. Am 12. Januar 1942 beantragte er die Aufnahme in die NSDAP und wurde zum 1. April desselben Jahres aufgenommen (Mitgliedsnummer 8.981.408). Im April 1942 trat er in der Nachfolge von Franz Thiedecke die Leitung des Referats für Fragen des Kommunismus IV A 1 c an. In dieser Position war er direkt dem Amtsgruppenleiter IV Friedrich Panzinger unterstellt.

## Erlasse zur Hinrichtung Kriegsgefangener
In dieser Funktion hatte er auch Vorschläge zur Hinrichtung von Kriegsgefangenen zu bearbeiten. Dabei arbeitete er entsprechende Erlasse aus und legte sie zur Unterschrift dem Amtsleiter Heinrich Müller vor. Nach Vollzug der Hinrichtung wurde Königshaus eine Rückmeldung erstattet.
Am 27. Januar 1943 berichtete Königshaus in Lublin auf einer Arbeitstagung der sicherheitspolitischen Einsatzkommandos in den Stalags des Generalgouvernements über die Hinrichtungen von Kriegsgefangenen im Jahre 1942 im Generalgouvernement. Danach sind 3.217 Kriegsgefangene aus der Sowjetunion hingerichtet worden. Auf dieser Tagung hielt er einen einstündigen Vortrag über Erfahrungen im Überprüfungswesen bei der Aufsicht von Kriegsgefangenen. Den Text des Protokolls gibt Streim im Faksimile an.

## Verwundung und Gefangenschaft
Im Zuge einer Neuorganisation des Amtes IV im RSHA, wobei auch das Gebiet Kriegsgefangenenwesen betroffen war, kam er zum Referat IV D 5 d, was zuletzt IV B 2a bezeichnet wurde. Im Februar 1944 erfolgte seine Versetzung in das Referat Sichtvermerkstelle IV F 5, zuletzt IV B 4 c bezeichnet. Bei Lippstadt wurde er im November 1944 durch den Beschuss eines Tieffliegers schwer verwundet. Nach der Genesung im Frühjahr 1945 kam er zur Abteilung Mil D, welches im Militärischen Amt des RSHA für Sabotageaufgaben zuständig war und von Otto Skorzeny kommandiert wurde. Sein letzter Stationierungsort lag bei Golling an der Salzach in der Nähe von Salzburg. Dort wurde er von US-Truppen gefangen genommen.

## Aussage über Königshaus in Nürnberg
Nach seiner Entlassung aus der Gefangenschaft nahm er eine andere Identität an. In den Nürnberger Prozessen gab Kurt Lindow über die Stellung von Königshaus im RSHA eine Aussage ab. Erst in den 1960er Jahren kam es zu ersten Ermittlungen gegen Königshaus, weil sein Aufenthaltsort inzwischen bekannt geworden war.

## Ermittlungsverfahren und Voruntersuchung
Am 15. Februar 1971 kam es zu einer Voruntersuchung der Staatsanwaltschaft beim Kammergericht Berlin (Az.: 1 Js 1/64 [RSHA]). Der Schuldvorwurf bestand darin, dass er ab April 1942 an fünfzehn entsprechenden Erlassen verantwortlich mitgewirkt hat, so dass dadurch 5.154 Kriegsgefangene aus der Sowjetunion hingerichtet wurden. Da Königshaus ein ärztliches Attest über seine Verhandlungsunfähigkeit vorlegte, wurde das Verfahren gegen ihn im November 1971 vorläufig eingestellt. Das Landgericht Berlin stellte dann im November 1989 das Verfahren gegen ihn endgültig ein.